# Кронберг им Таунус
Кронберг им Таунус (њем. Kronberg im Taunus) град је у њемачкој савезној држави Хесен. Једно је од 13 општинских средишта округа Хохтаунус. Према процјени из 2010. у граду је живјело 17.461 становника. Посједује регионалну шифру (AGS) 6434006.

## Географски и демографски подаци
Кронберг им Таунус се налази у савезној држави Хесен у округу Хохтаунус. Град се налази на надморској висини од 200–400 метара. Површина општине износи 18,6 km². У самом граду је, према процјени из 2010. године, живјело 17.461 становника. Просјечна густина становништва износи 938 становника/km².

## Међународна сарадња
| Мјесто         | Држава               | Врста сарадње | Од    |
| -------------- | -------------------- | ------------- | ----- |
| Порто Реканати | Италија              | партнерство   | 1993. |
| Абериствит     | Уједињено Краљевство | партнерство   | 1997. |
| Ле Лавандау    | Француска            | партнерство   | 1972. |
| Извор          |                      |               |       |